# 梅尔齐希
梅尔齐希（德語：Merzig，發音：[ˈmɛʁtsɪç] ⓘ；摩泽尔法兰克语：Meerzisch、Miërzësch）是德国萨尔兰州梅尔齐希-瓦登县的一个城市，也是梅尔齐希-瓦登县的县治，总面积108.98平方千米，2023年12月31日总人口为30,070人。